# Kiyofumi Nagai
Kiyofumi Nagai –en japonés, 永井 清史, Nagai Kiyofumi– (Mino, 18 de mayo de 1983) es un deportista japonés que compitió en ciclismo en la modalidad de pista, especialista en las pruebas de velocidad.
Participó en los Juegos Olímpicos de Pekín 2008, obteniendo una medalla de bronce en la prueba de keirin y el sexto lugar en velocidad por equipos.

## Medallero internacional
| Juegos Olímpicos | Juegos Olímpicos | Juegos Olímpicos  | Juegos Olímpicos |
| Año              | Lugar            | Medalla           | Competición      |
| ---------------- | ---------------- | ----------------- | ---------------- |
| 2008             | Pekín (China)    | Medalla de bronce | Keirin           |